# Boris Mikšić
Boris Mikšić (ur. 11 października 1948 w Zagrzebiu) – chorwacki przedsiębiorca, inżynier i polityk, kandydat w wyborach prezydenckich.

## Życiorys
Z wykształcenia inżynier, absolwent Uniwersytetu w Zagrzebiu (1973). Wkrótce po studiach wyemigrował do Stanów Zjednoczonych, gdzie kształcił się na University of Minnesota oraz na University of St. Thomas. Pracował w Northern Instrument Corporation w Minneapolis, w 1977 założył własne przedsiębiorstwo Cortec Corporation. Według oficjalnej biografii zarejestrował 20 patentów i opublikował około 100 prac naukowych. W wydanej w 1994 autobiografii Američki san dečka s Trešnjevke wskazywał siebie jako przykład realizacji „amerykańskiego snu”. W 1995 został konsulem honorowym Chorwacji w Stanach Zjednoczonych, a w 1998 otrzymał Order Chorwackiej Jutrzenki.
W kolejnej dekadzie zaangażował się w Chorwacji w działalność polityczną. W 2003 bez powodzenia kandydował do Zgromadzenia Chorwackiego w Zagrzebiu. W 2005 wystartował w wyborach prezydenckich jako kandydat niezależny. W pierwszej turze głosowania z wynikiem 17,8% głosów zajął 3. miejsce za ubiegającym się o reelekcję Stjepanem Mesiciem i Jadranką Kosor. Boris Mikšić podważał wyniki tych wyborów, badania typu exit poll wskazywały, że zajął 2. miejsce z poparciem około 20% głosujących.
Ostatecznie nie udało mu się doprowadzić do unieważnienia tych wyników. W 2005 kandydował również do rady miejskiej Zagrzebia, uzyskał mandat radnego jako jeden z 3 przedstawicieli swojego komitetu wyborczego. W 2009 ponownie ubiegał się o chorwacką prezydenturę, w pierwszej turze wyborów otrzymał 2,1% głosów, zajmując 10. miejsce.